# آب‌بازی

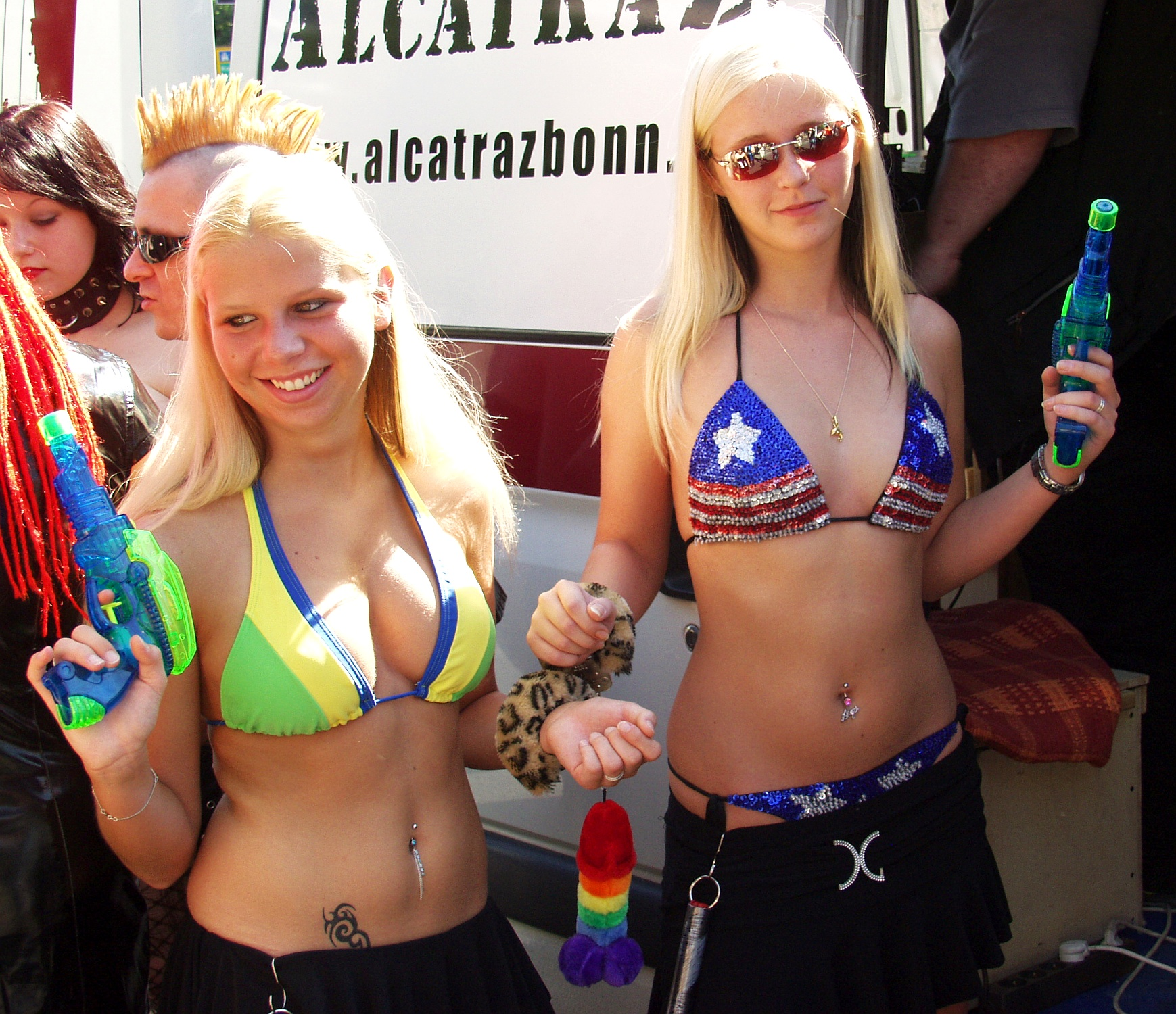
گروهی جوان در یک فستیوال در شهر کلن در آلمان

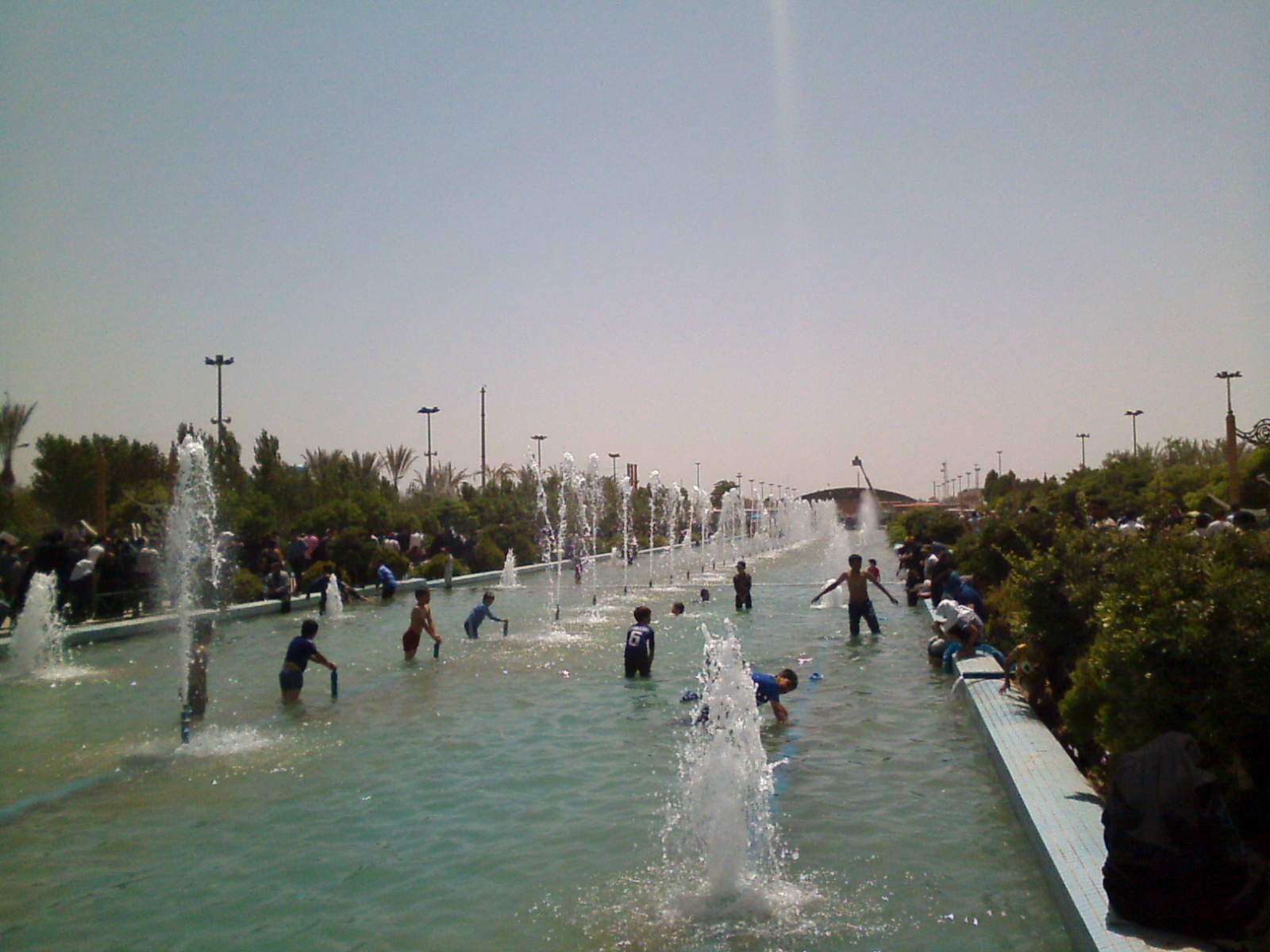
آب بازی در آرامگاه سید روح‌الله خمینی

آب‌بازی یا جنگ آبی نوعی تفریح است که اغلب در فصل تابستان در هوای آزاد صورت می‌گیرد.
بیشتر از تفنگ‌های مخصوص پمپ آب در این بازی‌ها استفاده می‌شود، اما گاهی از سطل و کیسه هم استفاده می‌شود.

## آب‌بازی در فرهنگ‌های گوناگون

### در ایران
در ایران، تفریحاتی مثل آب بازی، به صورت مختلط و در اماکن و انظار عمومی مخالف شئونات اسلامی دانسته می‌شود، نیروهای انتظامی جمهوری اسلامی، جوانانی را که در تابستان سال ۲۰۱۱، به صورت مختلط و در انظار عمومی با هماهنگی از طریق فیس بوک در بوستان آب و آتش تهران آب‌بازی راه‌انداخته بودند دستگیر و هنجارشکن نامیدند و حتی در تلویزیون سراسری نیز از آنان اعتراف به گناه گرفتند.
رادیو اروپای آزاد در این باب نوشت: «ایران، جایی که بخاطر آب بازی به زندان می‌افتید.»

### در اسلام
در حدیثی که به پیامبر اسلام نسبت داده شده است گفته شده که وی پس از دریافت هدایای نوروزی، نوروز را بعنوان روز نو شدن و مراسم آن را همچون «پاشیدن آب به یک دیگر» بعنوان نمادی از بارش باران، مبارک خوانده است. هرچند این سخن به دور از واقعیت است چرا که ایشان فرموده‌اند: «من تشبه بقوم فهو منهم». و این منعی است برای برگذاری اعیاد غیراسلامی یا شبیه‌گردیدن به غیر مسلمانان.